# Eleição do Conselho de Segurança das Nações Unidas de 2015
A Eleição do Conselho de Segurança das Nações Unidas em 2015 ocorreu em 15 de outubro de 2015 durante a 70.ª sessão da Assembleia Geral das Nações Unidas na sede da Organização das Nações Unidas, em Nova Iorque. A eleição determinou os novos ocupantes dos cinco lugares não permanentes no Conselho de Segurança das Nações Unidas (CSNU) para mandatos de dois anos com início em 1 de janeiro de 2016.
Em concordância com as normas de rotatividade do Conselho de Segurança, os dez lugares não permanentes no Conselho alinham-se aos diversos blocos regionais em que habitualmente os estados-membros da ONU se dividem com fins eleitorais e representativos. São realizadas anualmente eleições para escolher cinco membros temporários, com mandato de dois anos a partir do ano subsequente. Na eleição de 2015, os escolhidos foram os seguintes países:
- Dois da África (Chade e Nigéria)
- Um da Ásia-Pacífico (Jordânia)[2]
- Um da América Latina e Caribe (Chile)
- Um do Grupo dos Estados da Europa Ocidental e Outros (Lituânia)

Os cinco membros servirão no Conselho de Segurança durante o biênio 2016-2017. Os países eleitos foram Egito, Senegal, Uruguai, Japão e Ucrânia. Em cada votação, havia o mesmo número de candidaturas e vagas na cédula.

## Candidatos

### África
- Egito[3]
- Senegal[4]

### Ásia-Pacífico
- Bangladesh[5] — Retirou a candidatura em favor do Japão.[6]
- Japão[7]

### Europa Oriental e Outros
- Ucrânia[8]

### América Latina e Caribe
- Uruguai[9]

## Resultados
| África e Ásia-Pacífico   |           |
| Membro                   | Votação 1 |
| Senegal                  | 187       |
| Japão                    | 184       |
| Egito                    | 179       |
| Abstenções               | 1         |
| Maioria requerida        | 127       |
| América Latina/Caribe    |           |
| Uruguai                  | 185       |
| Abstenções               | 6         |
| Maioria requerida        | 124       |
| Europa Oriental e Outros |           |
| Ucrânia                  | 177       |
| Abstenções               | 14        |
| Maioria requerida        | 118       |